# Les Cités des Anciens
Les Cités des Anciens (titre original : The Rain Wild Chronicles) est une série de fantasy écrite par Robin Hobb et se déroulant dans le Royaume des Anciens. Cet univers a déjà été utilisé par Robin Hobb pour l'écriture de quatre autres séries : les trois cycles de L'Assassin royal et Les Aventuriers de la mer. Les événements décrits dans Les Cités des Anciens sont postérieurs à ceux relatés dans le second cycle de L'Assassin royal.

## Résumé
L'intrigue commence après la fin des Aventuriers de la mer et du deuxième cycle de L'Assassin royal : en échange de la protection du dragon Tintaglia, les Marchands du désert des Pluies se sont engagés à prendre soin des dragons à éclore. Mais ceux-ci, une fois nés, ne sont pas pleinement développés et ne peuvent donc pas voler ni se nourrir seuls. Ne voulant pas qu'une telle situation s'éternise, les Marchands embauchent alors des gardiens ainsi qu'une vivenef et son capitaine pour escorter les dragons vers l'amont du fleuve du désert des Pluies. Leur but : éloigner les dragons et espérer découvrir la cité antique de Kelsingra.

## Livres
| N° éd. française | Titre français             | Titre original   | Parution originale | Parution française | Parution format poche | Intégrale                  | L'Intégrale format poche |
| ---------------- | -------------------------- | ---------------- | ------------------ | ------------------ | --------------------- | -------------------------- | ------------------------ |
| 1                | Dragons et Serpents        | Dragon Keeper    | 2009               | 18 septembre 2010  | 9 novembre 2011       | Tome 1 : 24 septembre 2014 | Tome 1 : 1er mars 2017   |
| 2                | Les Eaux acides            | Dragon Keeper    | 2009               | 17 novembre 2010   | 11 janvier 2012       | Tome 1 : 24 septembre 2014 | Tome 1 : 1er mars 2017   |
| 3                | La Fureur du fleuve        | Dragon Haven     | 2010               | 12 mars 2011       | 13 juin 2012          | Tome 2 : 7 octobre 2015    | Tome 1 : 1er mars 2017   |
| 4                | La Décrue                  | Dragon Haven     | 2010               | 12 octobre 2011    | 9 janvier 2013        | Tome 2 : 7 octobre 2015    | Tome 1 : 1er mars 2017   |
| 5                | Les Gardiens des souvenirs | City of Dragons  | 2012               | 19 mai 2012        | 28 août 2013          | Tome 3 : jamais publié     | Tome 2 : 7 mars 2018     |
| 6                | Les Pillards               | City of Dragons  | 2012               | 28 septembre 2012  | 8 janvier 2014        | Tome 3 : jamais publié     | Tome 2 : 7 mars 2018     |
| 7                | Le Vol des dragons         | Blood of Dragons | 2013               | 19 avril 2013      | 11 juin 2014          | Tome 4 : jamais publié     | Tome 2 : 7 mars 2018     |
| 8                | Le Puits d'Argent          | Blood of Dragons | 2013               | 14 septembre 2013  | 12 novembre 2014      | Tome 4 : jamais publié     | Tome 2 : 7 mars 2018     |

Ce cycle a été entièrement traduit par Arnaud Mousnier-Lompré.

## Personnages

### Dragons

#### Crache (ou Argent)
Sans gardien au début, c'est le dragon le plus impulsif et agressif. Une fois ses sacs de venin développés, l'Argenté choisit son nom - Crache - et n’hésite plus à montrer la puissance de son venin. Plus tard il choisira comme gardien le chasseur Carson qui apparemment est le seul à pouvoir freiner un peu ce dragon acerbe. Il restera néanmoins l'un des plus petits dragons, ce qui explique peut-être sa nature vindicative. 

#### Relpda (ou Cuivre)
Dragonne cuivrée, elle fait partie des rares dragons à être né avec des déficiences mentales. Appelée Cuivre, elle prendra le nom de Relpda quand le brouillard commencera à quitter son cerveau. Quand Sédric boit son sang, elle le prend comme gardien et lui vouera par la suite un amour sans limite. C'est la seule dragonne qui place la vie de son gardien avant même la sienne. En grandissant avec lui, elle surmontera ses déficiences mentales en se servant de lui, tout en le transformant en Ancien, petit à petit.

#### Sintara
C'est une dragonne bleu-ciel, ayant mauvais caractère, dont Thymara est chargée de s'occuper.
Elle se fait nommer par Thymara au début sous le nom de « gueule-de-ciel », refusant de lui donner son vrai nom.
Lorsqu'elle était encore serpent, elle portait le nom de Sisarqua.
La seule à avoir donné des ailes à sa gardienne lors de la transformation en Ancienne de cette dernière. Elle sera la deuxième dragonne à savoir voler.

#### Mercor
Un dragon doré, considéré comme le doyen par sa sagesse et le respect qu'il impose à ses congénères. Sa gardienne est Sylve, la cadette des gardiens.
Lorsque tous les dragons découvrent qu'une partie du Mataf était l'un des leurs (Sessuréa), Mercor révèle qu'il était bien le serpent Maulkin. Dans La peau de serpent c'est lui qui mène les autres vers le terrain d'encoconnage. Il est toujours gentil et bienveillant envers sa gardienne.

#### Gringalette
Petite dragonne rouge de Kanaï, elle est également atteinte de déficience mentale. Son caractère enjoué s'accorde bien avec celui de son gardien. Elle sera la première dragonne à apprendre à voler. Une des seules qui accepte de porter des humains sur elle. C'est grâce à Gringalette et Kanaï qu'Alise peut se rendre à Kelsingra pour étudier la ville avant que les autres gardiens ne traversent la rivière pour atteindre la cité mythique.

#### Kalo
Mâle noir, Kalo est le plus grand des dragons de la troupe. Il a mauvais caractère et n'est pas très attaché à son premier gardien Graffe. Quand celui-ci meurt, il ordonne qu'on lui donne un nouveau gardien en la personne de Davvie. 
Lorsqu'il était encore serpent, Kalo était le grand Kelaro.

#### Tintaglia
Grande dragonne bleue, elle aide les serpents à remonter le fleuve du désert des Pluies pour rejoindre le terrain d'encoconnage. Quelques mois plus tard, elle trouve un compagnon et abandonne les dragons déformés. À la suite d'une blessure causée par une flèche, elle part à la recherche de Malta et Reyn pour qu'ils la soignent mais elle se fait attaquer en cours de route par des Chalcédiens.    

### Gardiens

#### Alum
Gardien d'Arbuc, il a le teint clair, le nez presque plat, des très petits oreilles et des yeux gris argent. Il vit une histoire d'amour avec Skelli.

#### Boxter et Kase
Les deux cousins inséparables, amis avec Graffe. Même leurs dragons, Skrim et Dortean, se ressemblent et sont tous deux orange.

#### Sylve
La gardienne de Mercor et la cadette de tous les gardiens. Très vite, elle se noue d'amitié avec Thymara, la considérant presque comme une grande sœur de substitution. C'est celle qui a le lien le plus spirituel avec son dragon, le plus enclin à parler de ses semblables.  

#### Tatou
Ami d'enfance de Thymara, il fait partie des « Tatoués », d'anciens esclaves qui se sont installés au désert des Pluies. Sa mère l'a abandonné après avoir effectué un assassinat et il vit seul depuis. Il fera partie des gardiens envoyés par l'expédition et prendra soin de Dente, la petite dragonne verte. Il fait partie de ceux qui auront couché avec Jerd, mais son attirance pour Thymara n'en demeure pas moins évidente.

#### Harrikine
Chargé du dragon Ranculos à 20 ans, il est le doyen des gardiens. Il se liera avec la jeune Sylve, gardienne de Mercor.

#### Lecter
Frère adoptif du gardien Harrikine, abandonné à l'âge de sept ans, il est le gardien du dragon bleu Sestican. Il vivra une histoire d'amour passionnée avec Davvie, l'apprenti chasseur et nouveau gardien du grand Kalo. 

#### Jerd
Une des femmes du groupe de gardiens, elle est une des premières à avoir renié les règles instaurées par Trehaug en couchant avec les hommes du groupe, ce qui lui vaudra d'être prise en charge par Graffe et de tomber enceinte sans savoir qui est le père, enfant qu'elle perdra par la suite, sans cesser de coucher avec les hommes du groupe. Elle n'inspire guère de sympathie à Thymara qui trouvera son attitude scandaleuse.

#### Graffe
Autoproclamé chef des gardiens, Graffe incitera les autres à renier les règles que leur impose leur différence physique et décidera de prendre Jerd comme compagne. Il prétend avoir pour objectif de coloniser Kelsingra, mais on apprendra finalement ses véritables intentions. Il est à un moment le compagnon de Jerd, mais avoue qu'il aurait préféré prendre Thymara comme compagne. À la suite de transformations physiques que son corps ne supporte pas, il devient peu à peu incapable de réaliser les tâches quotidiennes affectées aux gardiens. Il s'enfuira alors et mourra peu de temps après.

#### Thymara
Jeune habitante du désert des Pluies, elle est rejetée par ses pairs du fait de ses griffes et de ses écailles qui font douter certains de son humanité. Elle aurait dû être tuée à sa naissance, mais son père a décidé de la garder. Fascinée par les dragons depuis qu'elle a assisté à leur éclosion, elle décide de s'embarquer avec l'expédition qui part pour leur trouver une meilleure place où vivre, à la recherche de la cité mythique de Kelsingra. Elle est la gardienne de Sintara. Contrairement aux autres gardiens, elle aura beaucoup de mal à s'habituer à Sintara à cause du mauvais caractère de celle-ci et de ses réticences à lui confier des choses (telles que son nom ou les changements qu'elle a provoqué chez Thymara). Sintara l'a cependant choisie parce qu'elle avait le meilleur potentiel et qu'elle est la meilleure chasseuse du groupe des gardiens. 

#### Kanaï
Gardien de Gringalette, la petite dragonne rouge, Kanaï est quelqu'un de débrouillard et débordant d'optimisme, mais également très bavard et gamin. Il tombera amoureux de Thymara, devenant un de ses prétendants mais il avouera avoir également couché une fois avec Jerd. Il fait faire à Gringalette des exercices pour lui apprendre à voler bien que tout le monde prétende qu'elle en soit incapable.

#### Davvie
Neveu de Carson et apprenti chasseur au début il est choisi comme gardien de Kalo après la mort de Graffe. Après un timide béguin pour Sédric à bord du Mataf, il trouvera l'amour en la personne de Lecter. Carson a d'ailleurs décidé de l'éloigner de Trehaug après qu'il s'est fait frapper par un jeune homme qu'il avait tenté de charmer. 

#### Carson Lupskip
C'est un vieil ami de Leftrin. Il a été engagé comme chasseur afin d'aider les gardiens dans l'expédition. La trentaine, il est légèrement marqué par le désert des Pluies. C'est également l'oncle de Davvie. Il l'a emmené avec lui pour l'éloigner de Trehaug. Au fil de l'aventure, il se liera avec Sédric, l'acceptant sans le juger et l'aidera à faire table rase du passé. Plus tard, il deviendra également le gardien du Dragon argenté Crache. Malgré ses apparences dures et solides, il est sensible et doux avec Sédric, contrairement à Hest. 

#### Sédric Meldar
Ami d'enfance d'Alise et secrétaire de Hest, il est chargé d'accompagner Alise en tant que chaperon dans l'expédition.
C'est un homme très soigné, qui préfère se servir de son esprit plutôt que de ses mains. Il refuse ainsi le travail que son père lui avait trouvé sur un bateau car il préfère « la compagnie de personnes agréables ». On apprendra au fil de l'histoire qu'il est également l'amant de Hest. Il a au début beaucoup de mal à se faire à la vie sur le fleuve, qui manque cruellement de confort et de « personnes agréables ».
C'est un des personnages qui évoluera le plus. On retrouve ici le principe des aventuriers de la mer, où l'on y voit Malta se transformer du tout au tout au fil de l'histoire.
Il en va de même pour Sédric. Il essayera tout d'abord de s'approprier des morceaux de dragons pour le duc de Chalcède (ce qu'il est d'ailleurs le seul à réussir) mais après la crue du fleuve, il sauvera la vie de Relpda et deviendra son gardien. Relpda le transformera petit à petit en Ancien. 

### Autres

#### Alise Kincarron Finbok
Jeune fille d'une vingtaine d'années, rousse aux taches de rousseur parsemées sur tout le corps, son apparence peu attirante selon les critères de Terrilville ne lui a toujours pas permis de se marier, au grand dam de ses parents. Résignée à rester seule, elle développe une passion pour les dragons et décide d'y consacrer sa vie. Érudite, elle aspire à devenir une experte reconnue en la matière. Quand Hest, un jeune homme de bonne famille, s'impose dans sa vie pour lui faire la cour, cela bouleverse ses plans : elle ne peut pas assister à l'éclosion des dragons. Finalement, elle acceptera sa proposition de mariage sachant qu'il lui offre les moyens de se procurer de coûteux parchemins. En partant avec les dragons et leurs gardiens, elle embarque sur le Mataf et tombe profondément amoureuse de son capitaine, Leftrin.

#### Hest Finbok
Époux d'Alise, Hest est hypocrite, menteur et manipulateur. Il n'a épousé Alise que pour s'assurer l'héritage de sa propre famille et ne couche avec elle que pour avoir un héritier (sans cela, c'est son cousin qui deviendra héritier). À côté de cela, il entretient une relation avec Sédric, ne respectant donc pas ses obligations vis-à-vis du contrat de mariage qu'il a signé avec Alise, et couche occasionnellement avec l'un de ses amis, Reddine, de qui Sédric est jaloux. Il cède aux caprices d'Alise en lui permettant de se rendre à Trehaug pour étudier les dragons en compagnie de Sédric.

#### Jess Torkef
Chasseur engagé pour l'expédition, il se révèle être en fait un traître, dont le but est de s'approprier des morceaux de dragons pour les vendre au duc de Chalcède. Il est monté à bord du Mataf en faisant chanter le capitaine, qui a utilisé illégalement du bois-sorcier pour restaurer la gabare. Pour accomplir sa mission, il tente d'abord de se rapprocher de Leftrin, qui tente de le tuer juste avant la crue du fleuve. Il s'en sort, et tente ensuite de tuer Relpda avec Sédric. Mais le jeune secrétaire se retourne contre lui et le tue, à la surprise de tous.

#### Leftrin
Homme aux yeux gris et aux cheveux châtains, capitaine de la vivenef Mataf, la vivenef la plus ancienne, Leftrin est avant tout un marin qui ne cherche que le bonheur de ses hommes et de lui-même. Quand il découvre une bille de bois-sorcier il décide de  s'en servir pour restaurer le Mataf, alors que l'utilisation de ce bois spécial est interdite. Amoureux d'Alise, il s'engage dans l'expédition du déplacement des dragons.

#### Équipage duMataf
- Matelots - Belline, Grand Eider, Skelli (aussi nièce de Leftrin et future capitaine du Mataf)
- Second - Hennesie (qui tombera amoureux de Tillamon Khuprus, sœur de l'Ancien Reyn Khuprus)
- Homme de barre - Souarge (époux de Belline)
- Grig - le chat de bord
- L'équipage de la vivenef est d'une fidélité sans faille, que ce soit envers le capitaine ou la gabare. Ils ont été spécialement choisis pour ça : au début de l'aventure, Belline est embauchée parce que Leftrin ne voulait pas que Souarge, son homme de barre, quitte le navire.

#### LeMataf
Plus ancienne vivenef existante, elle n'est pas dotée d'une figure de proue comme Parangon ou Vivacia, seulement de deux yeux traditionnels. Elle est en revanche modifiée par Leftrin : quand il trouve une bille de bois-sorcier intacte, qui est en fait le cocon de Sessuréa, serpent du nœud de Maulkin, il dote la gabare de quatre pattes et d'une queue, lui donnant une grande liberté de mouvement et la rendant beaucoup moins dépendante de l'équipage. Incapable de parler, elle peut néanmoins communiquer avec son capitaine par la pensée, quand elle le désire. Elle semble avoir un caractère beaucoup plus taciturne que les vivenefs des Aventuriers de la Mer, et plutôt malicieux. C'est elle qui trouvera en premier l'emplacement de Kelsingra en refusant d'avancer plus loin sur le fleuve du désert des Pluies, préférant s'engager dans un affluent. Elle prendra également en main la vie du petit Ephron, qui a besoin des dragons pour survivre, lors du voyage de Malta et Reyn sur le fleuve.

#### Malta et Reyn Khuprus
Reine et Roi des Anciens, les premiers à être transformés (avec Selden) par la reine dragon Tintaglia. Parents de Ephron, dit Phron.

#### Selden Vestrit
Un des premiers Anciens, proclamé chanteur de Tintaglia. Kidnappé et revendu au duc de Chalcède comme homme dragon, il est enfermé avec la propre fille du duc, Chassim.

#### Tillamon Khuprus
Lors du départ de Reyn et Malta pour Kelsingra afin de sauver leur enfant Phron, elle s'embarque avec eux, lasse des regards curieux et désobligeants des Tatoués envers ses marques du désert des Pluies, en apprenant que seuls les gardiens vivent à Kelsingra et que là-bas, ses écailles et excroissances ne dégoûteront personne. Elle semble revivre lors du trajet vers la cité des Anciens, et noue même une relation avec Hennesie, le second du Mataf. 

#### Antonicus Kent
Duc de Chalcède, son nom est révélé à Selden par sa fille Chassim, qu'il tient enfermée. Âgé et malade, il n'hésite pas à déployer les grands moyens pour se procurer des échantillons de dragon. Il mangera un morceau de chair prélevé sur Selden, qui apaisera ses souffrances, et décuplera son envie de chair de dragon. Il a plusieurs négociants à ses ordres, dont Begasti Cored, partenaire commercial de Hest, et Sinad Arich, dont il s'est assuré la loyauté en retenant prisonniers leurs fils. Son chancelier, Ellik, est également prêt à tout pour se procurer des morceaux de dragon, et le duc s'assurera sa loyauté en lui promettant sa fille aînée, Chassim, ce qui en fera son héritier. 

#### Chassim Kent
Fille aînée et seule survivante des enfants du Duc, elle est enfermée depuis un long moment quand Selden lui est confié. Elle a été mariée trois fois, et on dit d'elle qu'elle est sorcière car tous ses maris sont morts ; elle avouera à Selden que seul le premier est mort d'un accident. Elle est promise à Ellik en échange de Selden, et Ellik la violera sans pitié. Elle est intelligente et veut faire en sorte que les femmes de Chalcède, maltraitées et inutiles, se dressent contre le Duc. Le Duc avoue lui-même que de tous ses enfants, c'est elle qui lui ressemble le plus, il aura même apparemment l'intention de lui confier le trône à sa mort, en disant qu'elle devrait construire son règne 'sur la pierre' (lui) et non 'sur les fleurs'. Elle est sauvée de l'attaque des dragons par la reine Tintaglia, venue chercher Selden. Croyant mourir, ils échangent un baiser juste avant et malgré ses trois mariages, elle confie à Selden que c'est la première fois qu'un homme est doux avec elle, et même qu'il a été le premier homme à lui parler. À la fin du Puits d'argent, on ne sait pas si elle et Selden resteront ensemble mais on peut le supposer. 